# Faustens Höllenzwang in der Angermühle zu Leipzig
Faustens Höllenzwang in der Angermühle zu Leipzig ist der geläufige Titel einer sagenhaften Erzählung des Arnstädter Gelehrten, Autors und Volksaufklärers Johann Gottfried Gregorii zum Fauststoff.
Die Geschichte erschien unter dem Titel Was sich Anno 1707. zu Leipzig in der Anger-Mühle mit D. Johannis Faustens Höllenzwang zu getragen im Jahr 1712 in Gregoriis Buch Der curieuse und gelehrte HISTORICUS. Das Buch wurde unter dem Pseudonym MELISSANTES im Erfurter Verlag Stössels Erben verlegt und erschien in Frankfurt und Leipzig. Drucker war Johann Michael Funcke.

## Autor und Vorgeschichte

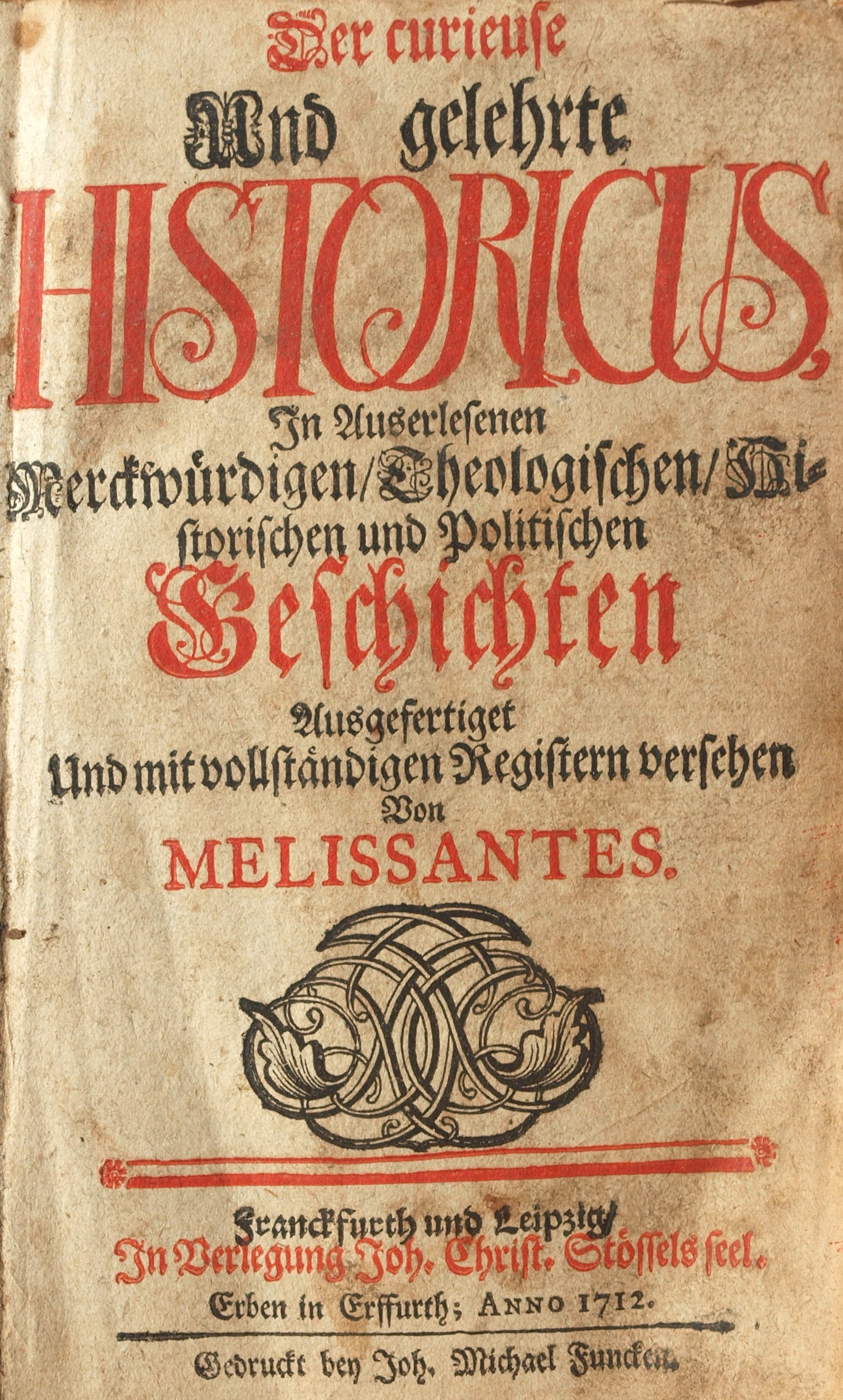
Titelseite des Curieusen Und gelehrten HISTORICUSvon 1712.

Zu Beginn des 18. Jahrhunderts sammelte, diskutierte und publizierte der deutsche Geograph und Universalgelehrte Johann Gottfried Gregorii alias MELISSANTES neben dem geographischen Wissen der Zeit auch okkulte und mysteriöse Geschichten. Im curieusen Und gelehrten HISTORICUS begann er 1712 mit Faustens Höllenzwang, begleitend zu journalistischen Themen, philosophischen Diskursen, Biographien sowie Nachrichten über historische und zeitgenössische Geschehnisse, diese gesammelten Geschichten im deutschsprachigen Raum unter das Volk zu bringen. Er hinterließ über sein einzigartiges geographisches Informationssystem für Bürger, Bauern und die Jugend hinausgehend mit der Aufzeichnung von Sagen einige Texte, die u. a. Christian August Vulpius, den Gebrüdern Grimm und Ludwig Bechstein Anregungen und Stoff lieferten. Als Quellen dienten ihm neben ungedruckten Manuskripten und Geschichten im Volksmund auch die Schriften anderer Autoren wie zum Beispiel Bücher von Johannes Praetorius oder Georg Henning Behrens.  
In der curieusen OROGRAPHIA, einem der ersten deutschen Speziallexika, veröffentlichte er dann 1715 den extrahierten Kerngehalt der bekannten Sagen rund um den Teufelspakt, Dr. Faust, die Fahrsalbe, den Flug mit dem Teufel und die  Verführung von Frauen durch den Satan.
Vor dem Erscheinen der heute bekannten deutschen Sagensammlungen benannte 1809 der mit Jacob Grimm befreundete Schriftsteller Achim von Arnim in einem Brief MELISSANTES als wichtige Sagenquelle, was kaum verwundert, da MELISSANTES mit mehreren seiner in deutscher Sprache verfassten Büchern zur Verbreitung und Popularisierung von Sagen und Legenden wie z. B. Kaiser Friedrich im Kyffhäuser, Wilhelm Tell, dem Rattenfänger von Hameln oder der Geschichte vom Heckthaler beigetragen hat. Goethe beschäftigte sich noch 1829 als 80-Jähriger mit dem Erneuerten Alterthum (2. Aufl. 1721) von MELISSANTES.

## Inhalt der Erzählung
Die Angermühle, Hauptort der Handlung, zählt zu den geschichtsträchtigen Mühlen in Leipzig. Im Jahr 1707 versucht der Lehrling Johann Georg C. mit Hilfe eines handgeschriebenen Exemplars von Faustens Höllenzwang und einer Wünschelrute, den Satan zu beschwören. Mit Hilfe von Beschwörungsformeln und ritischen Handlungen soll der Höllenfürst dem Knaben einiges Geld zukommen lassen, was anfangs auch gelingt. Gregorii unterteilt die Erzählung in mehrere Prozesse. Wesentlich erscheint die erste Begegnung mit dem Teufel und die literarische Darstellung des eigentlichen Paktes. Wie oft in den Erzählungen von MELISSANTES hat die Erzählung moralisierende Anteile.

## Publikationen und Rezeption
Die Sage von Faustens Höllenzwang in der Angermühle zu Leipzig ist zwei Jahrzehnte nach der Veröffentlichung durch Gregorii in den Monatlichen Unterredungen von dem Reiche der Geister und  im 19. Jahrhundert durch Ludwig Bechstein und Johann Georg Theodor Grässe in ihren Sagenbüchern verwendet worden. Johann Wolfgang von Goethe oder später Michail Bulgakow verarbeiteten diese Themen zu Weltliteratur. Eine Transkription der Originalausgabe von 1712 wurde 2015 publiziert.